# رافاييل كازانوفا
رافاييل كازانوفا (بالكتالونية: Rafael Casanova)‏ هو عسكري ومحامي ومحامي وسياسي إسباني، ولد في 1660 في مويا في إسبانيا، وتوفي في 2 مايو 1743 في سان باوديليو دي يوبريغات في إسبانيا.